# Stefi Baum
Stefi Baum (nacida el 11 de diciembre de 1958 en Chicago, Illinois) es una astrónoma estadounidense. La Sociedad Astronómica Estadounidense honró su trabajo al otorgarle el Premio Annie Jump Cannon en 1993. Baum ayudó a desarrollar el telescopio Hubble y, a partir de 2004, fue la directora del Centro Chester F. Carlson para Ciencias de Imágenes del Instituto de Tecnología de Rochester.

## Primeros años
Baum nació en Chicago, Illinois, el 11 de diciembre de 1958. Es la hija del matemático Leonard Baum. Asistió al Princeton Public High School, en Princeton, Nueva Jersey, y se graduó en 1976. Baum se graduó en física en la Universidad de Harvard y se graduó con honores, y se doctoró en astronomía en la Universidad de Maryland. Actualmente, es la decana de la Facultad de Ciencias y profesora de física y astronomía en la Universidad de Manitoba.

## Carrera
Baum es la decana de la facultad de ciencias de la Universidad de Manitoba y es profesora de física y astronomía. Antes de esto, Baum aceptó la beca Cashin en el Instituto de Estudios Avanzados Radcliffe desde septiembre de 2011 hasta julio de 2012. En 2002, Baum se convirtió en miembro principal de ciencia/diplomacia en el Departamento de Estado de EE. UU. y en el programa del Instituto Americano de Física, y dejó el puesto en 2004. Baum fue la jefa de división de servicios de ingeniería y software en la STScl de 1999 a 2002. Durante su período allí, también ocupó el cargo de subdirectora, división de apoyo de ciencia e ingeniería en 1999. De 1996 a 1998, Baum fue Jefa de sucursal, Equipo de espectrógrafos, STScl. De 1991 a 1995 Baum, fue científica de archivo en STScl. En 1990 a 1991, Baum tuvo una beca en la Universidad Johns Hopkins. De 1987 a 1990, Baum realizó una investigación en Astronomía en la Fundación de Holanda para la Investigación en Astronomía, Dwingeloo, NL.

## Premios
Baum ha ganado muchos premios a lo largo de su carrera, incluyendo: 
- 1993: Premio Annie Jump Cannon otorgado anualmente a una joven astrónoma por Excelencia científica y Promesa[2]
- 1993: Premio a Logro Grupal Desarrollo / Implementación de Archivos del Instituto de Ciencia del Telescopio Espacial[6]
- 1993: Premio al Logro Individual Desarrollo / Despliegue de Archivos del Instituto de Ciencia del Telescopio Espacial[6]
- 1996: Premio al Logro Grupal del Instituto de Ciencia del Telescopio Espacial, Proyecto de Calidad de los Datos[5]
- 1996: Premio al Logro Individual del Instituto de Ciencia del Telescopio Espacial, Espectrógrafo de Imagen del Telescopio Espacial[6]
- 1996: Premio al Logro Grupal del Instituto de Ciencia del Telescopio Espacial, Equipo de Espectrógrafo de Imagen del Telescopio Espacial[6]
- 1999: Premio a la Excelencia de la NASA, Misión 3A de Servicio del Telescopio Espacial Hubble[5]
- 1999: Premio Logro Rolex: se otorga anualmente a una jugadora de lacrosse universitaria y a un jugador de lacrosse universitario por sus logros profesionales apoyando a la sociedad
- 2002: Premio al Logro Individual del Instituto de Ciencia del Telescopio Espacial, para Administración y Liderazgo[3]
- 2002/2003: Instituto Estadounidense de Física - Beca del Departamento de Estado de los Estados Unidos[5]
- 2005: Club del Millón de Dólares del Instituto de Tecnología de Rochester: por obtener más de 1 millón de dólares en subvenciones y contratos externos[6][8]